# Орнела Вищица
Орнела Вищица е филмова, театрална и телевизионна актриса от Босна и Херцеговина.

## Биография
Родена е на 18 септември 1989 година в град Мостар, където завършва основно училище и гимназия. Успоредно с гимназия завършва и ораторска школа, където получава награда за най-добро сценично поведение. По време на Югославските войни живее в Любишки. Първоначално записва хърватистика във Философкия факултет в Загреб, но се насочва към актьорско майсторство след като разбира, че е приета в Академията за драматични изкуства в същия град. Така се сбъдва и голямата ѝ мечта. През 2010 година е провъзгласена за най-красива хърватка на годината от списание „Глобус“.
Няколко последователни години печели награди за най-добри интерпретации, монолози и рецитации. По време на следването в Загреб присъства на много семинари (Дубровник, Осиек, Лондон, а също и Румъния). На телевизионната публика се представя с ролята си на Кармен в хърватския сериал „Изборът на Лара“, добил популярност в редица страни отвъд пределите на хърватската държава, сред които Босна и Херцеговина, България, Иран, Северна Македония, Румъния и Черна гора.
Представител на Джеймисън, през 2012 година тя отива в Лондон, за да присъства на връчването на наградите „Джеймисън Емпайър“, където се среща с много колеги и режисьори от Лондон и Съединените щати.